# گیوم مولک
گیوم مولک (انگلیسی: Guillaume Moullec؛ زادهٔ ۷ مارس ۱۹۸۰) بازیکن فوتبال اهل فرانسه است.
از باشگاه‌هایی که در آن بازی کرده‌است می‌توان به باشگاه فوتبال کلرمون فوت، باشگاه فوتبال لوریان، باشگاه ورزشی مون‌پلیه، و باشگاه فوتبال نانت اشاره کرد.
وی همچنین در تیم ملی فوتبال Brittany بازی کرده‌است.